# ووفر
ووفر (به انگلیسی:Woofer) نوعی بلندگو الکتریکی است که می‌تواند فرکانس‌های بین ۴۰ تا ۵۰۰ هرتز را پردازش نماید.
به طور معمول پایین‌ترین میزان فشار صدایی که توسط انسان قابل شنود است حدود ۲۰ هرتز است. ووفر در اصل برای پوشش ضعف پردازش فرکانس‌های پایین توسط بلندگوها استفاده می‌شود.
این نام از کلمه انگلیسی برای پارس عمیق سگ، " ووف " (woof)  گرفته شده است.